# 기타타카이와역
기타타카이와역(일본어: 北高岩駅)은 일본 아오모리현 하치노헤시에 위치한 아오이모리 철도 아오이모리 철도선의 철도역이다. 이 역은 시점인 메토키역으로부터 21.0km 떨어져 있으며, 도쿄역부터는 638.3km 만큼 떨어져 있는 역이다.

## 승강장
단식 승강장 1면 1선과 섬식 1면 2선인 혼합식 2면 3선의 지상역이며 양쪽 승강장은 과선교로 이어져 있다.

### 타는 곳
| 번호 | 노선                | 방향               | 행선                     |
| ---- | ------------------- | ------------------ | ------------------------ |
| 1    | ■ 아오이모리 철도선 | 하행               | 하치노헤 · 아오모리 방면 |
| 2    | 평소 사용하지 않음  | 평소 사용하지 않음 | 평소 사용하지 않음       |
| 3    | ■ 아오이모리 철도선 | 상행               | 산노헤 · 모리오카 방면   |

## 역세권 정보
- 국도 제104호선

## 역사
- 1923년 8월 10일: 영업 개시.
- 1987년 4월 1일 : 민영화에 따라, 동일본 여객철도가 계승.
- 2002년 12월 1일 : 도호쿠 신칸센이 하치노헤 역까지 연장 개통함에 따라 아오이모리 철도로 이관.

## 인접역
| 아오이모리 철도 ■ 아오이모리 철도선 | 아오이모리 철도 ■ 아오이모리 철도선 | 아오이모리 철도 ■ 아오이모리 철도선 |
| ----------------------------------- | ----------------------------------- | ----------------------------------- |
| 도마베치 모리오카 방면              | 보통                                | 하치노헤 방면 아오모리 방면         |